# Grupy kulturowe
Grupy kulturowe – jedna z formacji kulturowych, element składnikowy subkultur. 
Są to grupy, w których występują interakcje (np. grupa przyjaciół, grupa pracowników, klika) i w obrębie których tworzone są dyskursy. Charakterystycznymi cechami grup kulturowych są: wolność, niestabilność czasowa i ograniczenie przestrzenne. Są systemem maksymalnej wolności i minimalnej determinacji.

## Literatura
1. Michael Fleischer, Teoria kultury i komunikacji, Wrocław, 2002.
2. Grażyna Habrajska (red.), Język w komunikacji, Łódź 2001, s. 83-104.